# Église Notre-Dame-du-Serre de Puimichel
Pour les articles homonymes, voir Église Notre-Dame.
L’église Notre-Dame-du-Serre est une église située à Puimichel, dans le département des Alpes-de-Haute-Provence.

## Histoire
L’église Notre-Dame du Serre, qui est peut-être construite en 1547. Ses fonts baptismaux, en fonte du XIXe siècle, sont classés monument historique au titre objet.

## Architecture
Consiste en une nef de deux travées, et une troisième qui, plus basse, abrite la tribune

## Le clocher
Au-dessus de la tribune, se trouve le clocher-tour.